# Patrick Sieloff
Patrick Sieloff (né le 15 mai 1994 à Ann Arbor, dans l'état du Michigan aux États-Unis) est un joueur professionnel américain de hockey sur glace.

## Carrière en club
En 2010, il commence sa carrière avec l'USA Hockey dans la USHL. Il est choisi au cours du repêchage d'entrée 2012 dans la Ligue nationale de hockey par les Flames de Calgary en 2e ronde, en 42e position. Il passe professionnel avec le Heat d'Abbotsford dans la Ligue américaine de hockey en 2013.

## Statistiques
| Saison     | Équipe                 | Ligue      |    | Saison régulière | Saison régulière | Saison régulière | Saison régulière | Saison régulière |   | Séries éliminatoires | Séries éliminatoires | Séries éliminatoires | Séries éliminatoires | Séries éliminatoires |
| Saison     | Équipe                 | Ligue      | PJ | B                | A                | Pts              | Pun              | PJ               | B | A                    | Pts                  | Pun                  |                      |                      |
| 2010-2011  | USA Hockey             | USHL       | 36 | 1                | 3                | 4                | 66               | 2                | 0 | 0                    | 0                    | 2                    |                      |                      |
| 2011-2012  | USA Hockey             | USHL       | 24 | 0                | 2                | 2                | 55               | -                | - | -                    | -                    | -                    |                      |                      |
| 2012-2013  | Spitfires de Windsor   | LHO        | 45 | 3                | 8                | 11               | 85               | -                | - | -                    | -                    | -                    |                      |                      |
| 2013-2014  | Heat d'Abbotsford      | LAH        | 2  | 0                | 0                | 0                | 0                | -                | - | -                    | -                    | -                    |                      |                      |
| 2014-2015  | Flames de l'Adirondack | LAH        | 48 | 2                | 3                | 5                | 78               | -                | - | -                    | -                    | -                    |                      |                      |
| 2015-2016  | Heat de Stockton       | LAH        | 52 | 2                | 9                | 11               | 54               | -                | - | -                    | -                    | -                    |                      |                      |
| 2015-2016  | Flames de Calgary      | LNH        | 1  | 1                | 0                | 1                | 2                | -                | - | -                    | -                    | -                    |                      |                      |
| 2016-2017  | Senators de Binghamton | LAH        | 52 | 2                | 10               | 12               | 93               | -                | - | -                    | -                    | -                    |                      |                      |
| 2017-2018  | Senators de Belleville | LAH        | 58 | 1                | 9                | 10               | 108              | -                | - | -                    | -                    | -                    |                      |                      |
| 2017-2018  | Sénateurs d'Ottawa     | LNH        | 1  | 1                | 0                | 1                | 0                | -                | - | -                    | -                    | -                    |                      |                      |
| 2018-2019  | Senators de Belleville | LAH        | 45 | 1                | 8                | 9                | 73               | -                | - | -                    | -                    | -                    |                      |                      |
| 2018-2019  | Gulls de San Diego     | LAH        | 14 | 0                | 1                | 1                | 8                | 3                | 0 | 0                    | 0                    | 0                    |                      |                      |
| 2019-2020  | Gulls de San Diego     | LAH        | 19 | 1                | 0                | 1                | 16               | -                | - | -                    | -                    | -                    |                      |                      |
| 2019-2020  | Crunch de Syracuse     | LAH        | 13 | 1                | 3                | 4                | 6                | -                | - | -                    | -                    | -                    |                      |                      |
| 2020-2021  | Wolf Pack de Hartford  | LAH        | 22 | 1                | 2                | 3                | 37               | -                | - | -                    | -                    | -                    |                      |                      |
| 2021-2022  | Kölner Haie            | DEL        | 42 | 1                | 9                | 10               | 53               | 5                | 0 | 0                    | 0                    | 44                   |                      |                      |
| 2022-2023  | Barracuda de San José  | LAH        | 71 | 1                | 13               | 14               | 77               | -                | - | -                    | -                    | -                    |                      |                      |
| Totaux LNH | Totaux LNH             | Totaux LNH | 2  | 2                | 0                | 2                | 2                | -                | - | -                    | -                    | -                    |                      |                      |

## En équipe nationale
| Année | Équipe         | Compétition                          |   | PJ | B | A | Pts | Pun               |  | Résultat |
| 2010  | États-Unis U17 | Défi mondial des moins de 17 ans     | 5 | 0  | 1 | 1 | 2   | Médaille d'argent |  |          |
| 2011  | États-Unis U18 | Championnat du monde moins de 18 ans | 6 | 0  | 0 | 0 | 0   | Médaille d'or     |  |          |
| 2013  | États-Unis U20 | Championnat du monde junior          | 6 | 0  | 1 | 1 | 2   | Médaille d'or     |  |          |

## Transactions en Carrières
- Le 22 juin 2012, Son choix de repêchage est échangé aux Flames de Calgary par les Sabres de Buffalo avec un choix de 1re ronde au repêchage de 2012 en retour avec d'un choix de 1re ronde au repêchage de 2012.

- Le 27 juin 2016, il est échangé aux Sénateurs d'Ottawa par les Flames de Calgary en retour de Alex Chiasson.

- Le 24 février 2019, il est échangé aux Ducks d'Anaheim par les Sénateurs d'Ottawa en retour de Brian Gibbons.

- Le 30 décembre 2019, il est échangé aux Lightning de Tampa Bay par les Ducks d'Anaheim en retour de Chris Mueller.